# Echineulima
Echineulima is een geslacht van weekdieren uit de klasse van de Gastropoda (slakken).

## Soorten
- Echineulima asthenosomae (Warén, 1980)
- Echineulima biformis (G. B. Sowerby III, 1897)
- Echineulima leucophaes (Tomlin & Shackleford, 1913)
- Echineulima mittrei (Petit de la Saussaye, 1851)
- Echineulima ovata (Pease, 1861)
- Echineulima paulucciae (P. Fischer, 1864)
- Echineulima philippinarum (G. B. Sowerby III, 1900)
- Echineulima ponderi Warén, 1980
- Echineulima robusta (Pease, 1860)
- Echineulima thaanumi (Pilsbry, 1921)
- Echineulima toki (Habe, 1974)